# Sânmartin (Harghita)
Sânmartin (in ungherese Csíkszentmárton) è un comune della Romania di 2 356 abitanti, ubicato nel distretto di Harghita, nella regione storica della Transilvania.
Il comune è formato dall'unione di 3 villaggi: Ciucani, Sânmartin, Valea Uzului.
Nel 2002 si è staccato da Sânmartin il villaggio di Cozmeni, divenuto comune autonomo.
La maggioranza della popolazione (circa il 97%) è di etnia Székely.